# 杨晋 (画家)

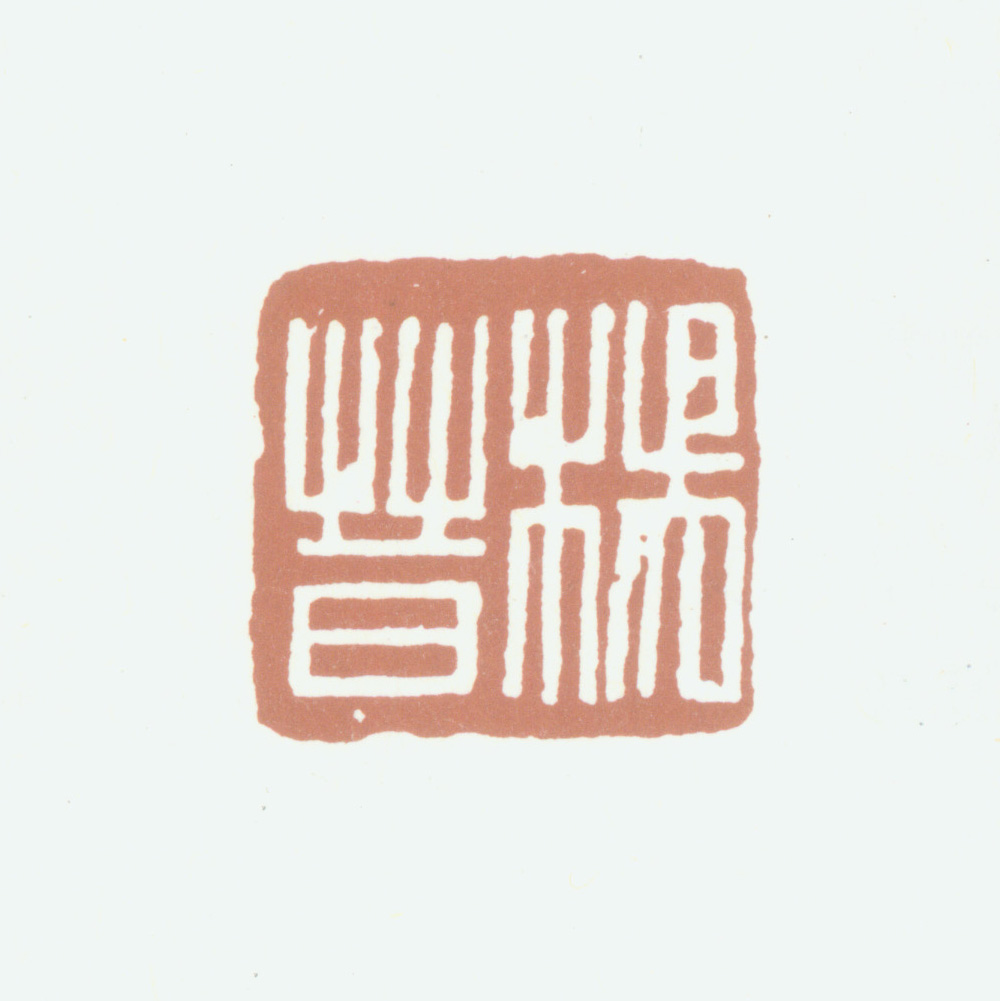
楊晉印章

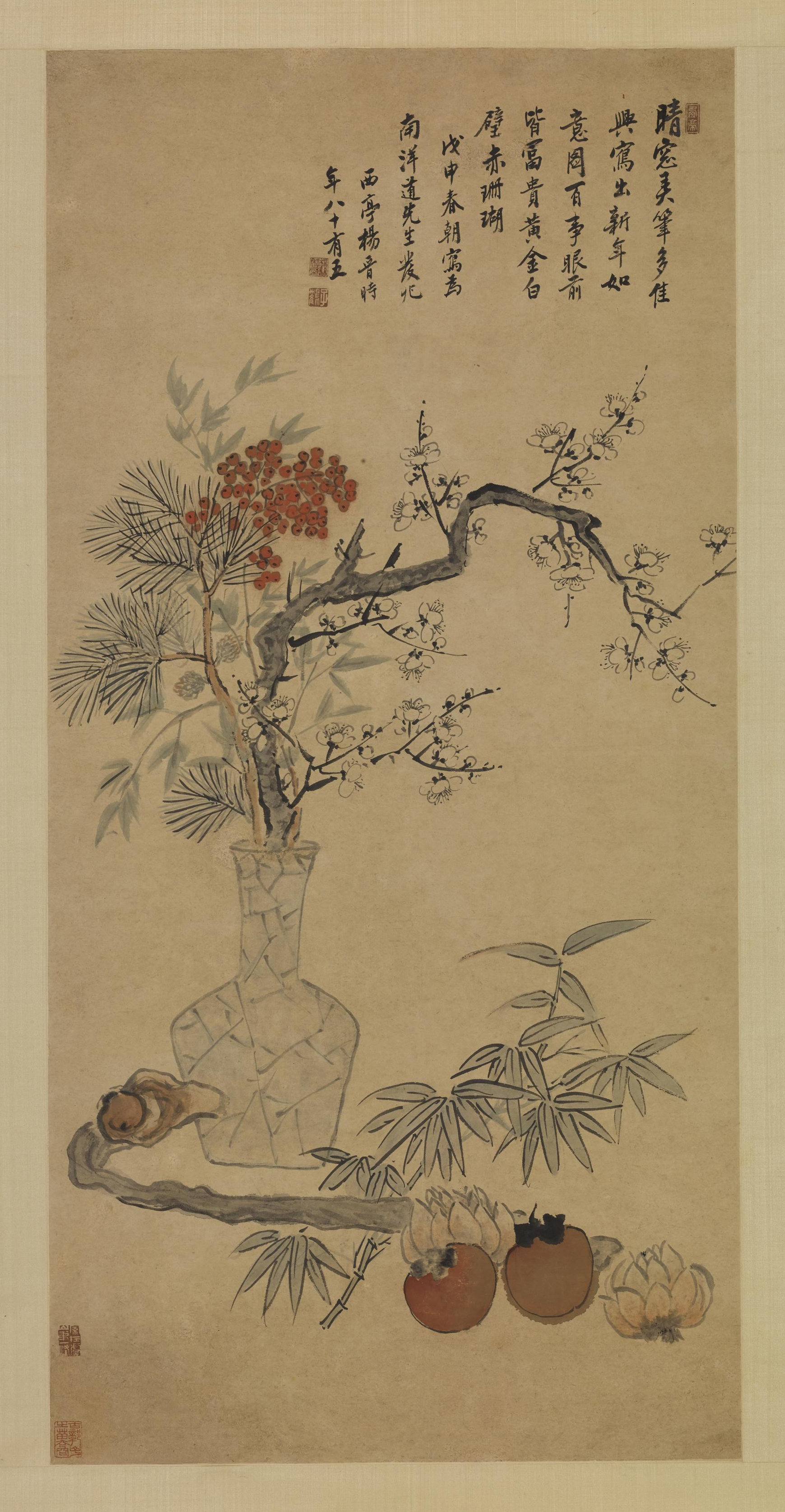
岁朝图

杨晋（1644年？—1728年），字子和，一字子鹤，号西亭，自号谷林樵客、鹤道人，又署野鹤，江苏常熟人，清朝画家，王翚的弟子。
杨晋山水画风格清秀，以画牛知名。王翚作画，画中人物与轿驼马牛羊之类，都是他所绘。康熙年间跟随王翚参与绘制《康熙南巡圖》。代表作品有《山水花鸟册》等。

## 外部來源
- 《清史稿》卷五百四 列传二百九十一 艺术三